# Mark Oldershaw
Mark Oldershaw (* 7. Februar 1983 in Burlington) ist ein kanadischer Kanute.

## Karriere
Mark Oldershaw nahm an drei Olympischen Spielen im Einer-Canadier teil. Bei seinem Olympiadebüt 2008 in Peking schied er auf der 500-Meter-Strecke im Halbfinale aus. Vier Jahre darauf trat er in London auf der 1000-Meter-Distanz an und zog nach zweiten Plätzen in seinem Vorlauf und Halbfinallauf ins Finale ein. Nach 3:48,502 Minuten belegte er hinter Sebastian Brendel aus Deutschland und dem Spanier David Cal den dritten Platz, womit er sich die Bronzemedaille sicherte. Bei den Olympischen Spielen 2016 in Rio de Janeiro ging Oldershaw gleich in zwei Wettkämpfen an den Start, verpasste in beiden aber den Endlauf. Über 1000 Meter erreichte er nach Platz vier in seinem Halbfinallauf das B-Finale, das er auch auf Rang vier beendete und damit im Gesamtklassement Rang elf belegte. Auf der 200-Meter-Kurzdistanz zog er ebenfalls ins Halbfinale ein, kam jedoch nicht über den siebten und letzten Platz in seinem Lauf hinaus.
2013 gewann Oldershaw bei den Weltmeisterschaften in Duisburg zwei Bronzemedaillen. Dabei belegte er im Einer-Canadier sowohl über 5000 Meter als auch mit der 4-mal-200-Meter-Staffel den dritten Rang. Bei den Panamerikanischen Spielen 2015 in Toronto sicherte er sich im Einer-Canadier über 1000 Meter die Silbermedaille. Er fungierte bei der Eröffnungsfeier zudem als Fahnenträger der kanadischen Delegation.
Sein Großvater Bert Oldershaw, der ebenfalls an drei Olympischen Kanuwettbewerben teilnahm, gründete 1958 den Mississauga Canoe Club. Auch seine Onkel Reed und Dean Oldershaw traten teils mehrfach bei Olympischen Spielen an, wie auch sein Vater und Trainer Scott Oldershaw.
2010 schloss Oldershaw ein Studium in Englischer Literatur an der Carleton University ab. Er ist mit Annamay Pierse verheiratet, die 2008 als Schwimmerin bei den Olympischen Spielen antrat, und hat mit ihr eine Tochter.